# Batthyány Lajos Alapítvány

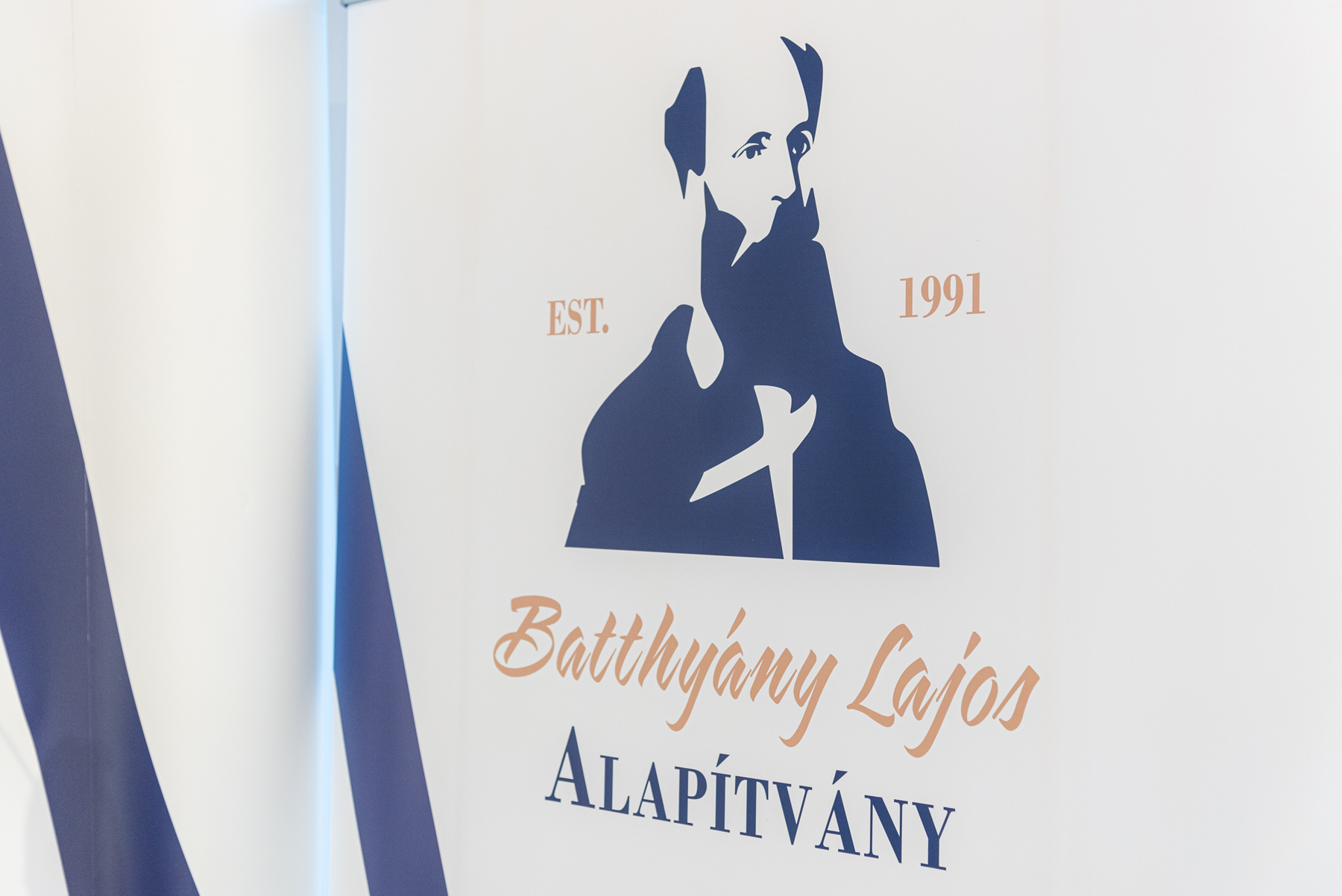
A Batthyány Lajos Alapítvány új logója

A Batthyány Lajos Alapítvány 1991. szeptember 26-án alakult meg, Antall József, a rendszerváltás utáni első demokratikusan megválasztott magyar miniszterelnök kezdeményezésére. Az alapítványt az első magyar felelős kormány 1849-ben mártírhalált halt miniszterelnökéről, Batthyány Lajosról nevezték el.

## Tevékenysége, céljai
Az alapítvány közfeladatot ellátó közérdekű vagyonkezelő alapítványként az alábbi közfeladatokat látja el:
- a nemzeti értékek és érdekek, illetve a közös keresztény-kulturális és európai értékek iránt elkötelezett, demokratikus magyar közélet támogatása, ilyen tematikájú közösségi események, társasági élet, illetve tudományos – különösen elemző és kutató – és ismeretterjesztő tevékenység folytatása és támogatása;
- tehetséggondozási, képzési, illetve különösen az alapítvány céljai körébe tartozó kutatási tevékenység folytatása és támogatása;
- a Kárpát-medence összmagyarsága kulturális és művészeti örökségének, értékeinek felfedezésére, megőrzésére, fejlesztésre irányuló tevékenység folytatása és támogatása;
- a társadalom műveltségi szintjének emelésére, a kultúra széleskörű terjesztésére irányuló, valamint tudományos, kutatási, közéleti és ismeretterjesztő tevékenység folytatása és támogatása;
- szociális, család-, gyermek- és ifjúságvédelmi, kulturális, valamint a társadalom egészségi állapotának fejlesztését célzó tevékenység folytatása és támogatása.

Az alapítvány célja már kezdetektől fogva a demokratikus magyar közélet és a nemzeti gondolat, a nemzeti értékek és érdekek képviseletének a megerősítése, támogatása. E célok által vezérelve az alapítvány kiemelt figyelmet fordít a tehetséggondozásra és tehetségképzésre, a kutatási és ismeretterjesztő tevékenységre, a könyv-, valamint folyóiratkiadásra, továbbá a think-tank tevékenységre összpontosító szakmai programokra. Az alapítvány rendszeresen szervez hazai és nemzetközi közéleti és tudományos konferenciákat, kerekasztalbeszélgetéseket, találkozókat, hozzájárul könyvek, különböző kiadványok, folyóiratok megjelentetéséhez (így például az alapítvány leányvállalata által kiadott Magyar Krónika, Hungarian Review és Hungarian Conservative megjelentetéséhez). Az alapítványnak fontos szerepe van a szellemiségével és céljaival összhangban álló tevékenységet folytató civil kezdeményezések és szervezetek támogatásában.
Az alapítvány által szervezett eseményekről és rendezvényekről az alapítvány honlapján lehet tájékozódni (www.bla.hu).

## Szervezete
Az alapítvány tiszteletbeli elnöke Batthyány Ádám. Az alapítvány kuratóriumának elnöke Dr. Dezső Tamás. A kuratórium további tagjai pedig Dr. Dékány Anita, Dr. Jaskó Luca Magdolna, Dr. Bódai Balázs és Kiss István.

## Székhelye

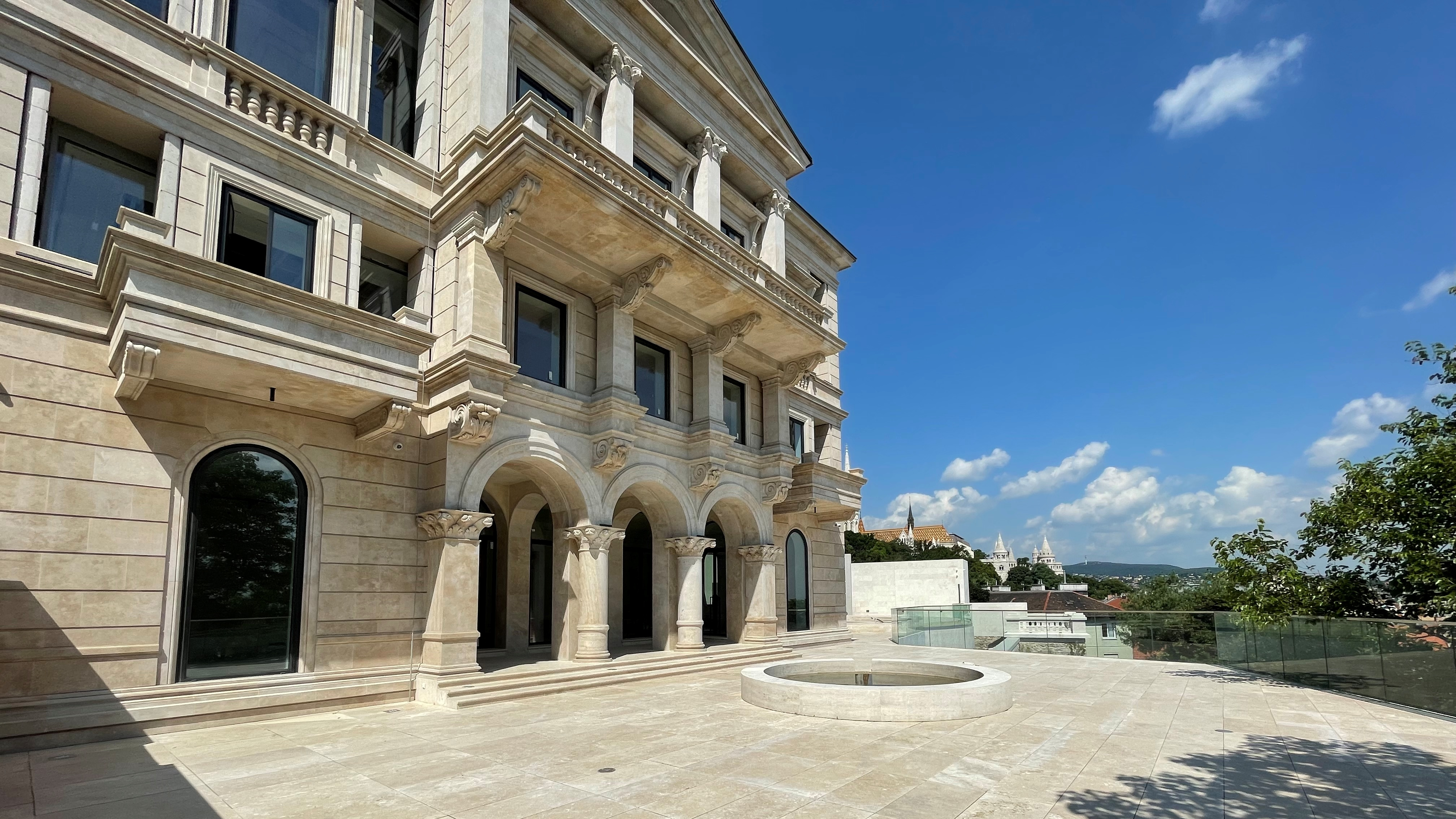
A Lónyay-Hatvany-villa terasza

A Batthyány Lajos Alapítvány 2021 őszén költözött az újjáépített Lónyay-Hatvany-villába, mely eredetileg Ybl Miklós tervei alapján, 1872-ben épült gróf Lónyay Menyhért (az Andrássy-kabinet pénzügyminisztere, későbbi miniszterelnök) megrendelésére. Az épület helyén a török időkben egy sokszögletű véderőmű, az Aranybástya állt, amely Buda ostroma alatt teljesen elpusztult, falainak bizonyos részét beépítették az egykori Szent János kapuba. A XIX. század végén épült villát báró Hatvany Ferenc (festőművész és műgyűjtő) vásárolta meg 1915-ben a Lónyay-családtól, majd ide költöztette be világhírű, több száz műtárgyból álló műkincsgyűjteményét. A második világháború alatt funkcióit tekintve is igen különböző szerepeket töltött be az ingatlan, majd az épületet 1944-ben súlyos bombatalálat érte, amelynek következtében az eredeti formájában egyáltalán nem maradt meg. 1946-ban végül a magyar állam kezdeményezésére teljesen lebontották. A villa újjáépítése 2000-ben kezdődött meg, a teljeskörű renoválás a külső és belső terek újjáépítését egyaránt magába foglalta, a külső korhű megjelenés mellett az enteriőrre is nagy hangsúly helyeződött.